# Institut régional d'éducation physique
L'Institut régional d'éducation physique (IREP, terme le plus souvent employé au pluriel) est un centre de formation pédagogique français créé en 1927 et rattaché aux facultés de médecine afin de former les futurs enseignants d'éducation physique du système pédagogique français.

## Histoire
Sous l'impulsion de plusieurs personnalités du monde médical du XIXe siècle et notamment du docteur Philippe Tissié, fervent partisan de la méthode suédoise, qui souhaite imiter l'organisation universitaire belge, les IREP sont créées par décret avec deux objectifs : former les enseignants d'éducation physique du secondaire et spécialiser les docteurs en médecine du sport.
Le premier IREP voit le jour au sein de la faculté de médecine de Bordeaux en 1927. Il est suivi de 11 autres créations l'année suivante, celles-ci préfigurant les actuelles UFRAPS/UFRSTAPS.

### Historique des créations
| Date de création           | Ville française  | Académie représentée       | 1er directeur            |  |
| -------------------------- | ---------------- | -------------------------- | ------------------------ |  |
| Décret du 10 décembre 1927 | Bordeaux         | Bordeaux - Poitiers        | Clément Sigalas          |  |
| Décret du 21 janvier 1928  | Lyon             | Lyon - Besançon - Grenoble | André Latarjet           |  |
| Décret du 27 mars 1928     | Lille            | Lille                      | Albert Debeyre           |  |
| Décret du 8 juin 1928      | Paris            | Paris                      | Paul-André Chailley-Bert |  |
| Décret du 8 mars 1929      | Nancy            | Nancy                      | Louis Merklen            |  |
| Décret du 17 mars 1929     | Strasbourg       | Strasbourg                 |                          |  |
| Décret du 28 avril 1929    | Toulouse         | Toulouse                   |                          |  |
| Décret du 29 juin 1929     | Clermont-Ferrand | Clermont-Ferrand           |                          |  |

L'IREP de Paris a été transformée en 1933 en École normale d'éducation physique (ENEP).